# Loktsjim
Loktsjim, Loksjma, Lotsjkim eller Lektsjim (russisk Локчим, Локшма, Лочким eller Лэкчим; komi Лöкчим, Löktšim) er en flod i Republikken Komi i Rusland og en biflod til Vytjegda fra venstre.
Floden har en længde på 272 km og et afvandingsområde på 6.600 km². 53 km fra udmundingen har floden en middelvandføring på 51,6 m³/s. Floden fryser til i slutningen af oktober og bliver isfri igen i april.
De største bifloder er Baljo, Pevk, Vuktyl, Sol, Lopju, Tsjed, Bolsjoj Pevk, alle fra venstre.
Floden udspringer i det sydøstlige Komi nær grænsen til Perm kraj. Floden løber først syd over, drejer mod vest og dernæst mod nord. Bredderne af floden er mosefyldte. Tidligere blev floden udnyttet til tømmerflådning.
Ved landsbyen Lopydino flyder bifloden Lopju sammen med Loktsjim, og herfra og 153 km ned til mundingen kan den benyttes til skibsfart. længere nede ad floden ligger landsbyen Kortekeros og lige efter udmunder floden i Vytjegda ved landsbyen Ust-Loktsjim.
61°47′17″N 51°42′43″Ø / 61.7881°N 51.7119°Ø